# Джон Уик 2
«Джон Уи́к 2» (англ. John Wick: Chapter 2) — американский неонуарный остросюжетный боевик режиссёра Чада Стахелски по сценарию Дерека Колстада, с Киану Ривзом в главной роли наряду с Common, Лоренсом Фишберном, Риккардо Скамарчо, Руби Роуз, Лэнсом Реддиком, Петером Стормаре, Бриджит Мойнахан, Франко Неро, Джоном Легуизамо и Иэном Макшейном.
Фильм является продолжением фильма «Джон Уик» и вторым фильмом во франшизе «Джон Уик», сосредоточенным на отставном киллере Джоне Уике, который вынужден вернуться в свою старую жизнь, чтобы выполнить кровавую клятву криминальному лорду Сантино Д’Антонио (Скамарсио).

## Сюжет
Примерно через четыре дня после событий первого фильма, бывший наёмный убийца Джон Уик находит украденный у него Ford Mustang Mach 1 1969 года выпуска в автосервисе, принадлежащем Абраму Тарасову, брату Вигго и дяде Иосифа. В жестокой схватке, Джон побеждает людей Тарасова, но при этом его машина оказывается сильно разбита. Джон заходит в кабинет Тарасова, заключает с ним мир и возвращается домой.
После того как Аурелио берёт «Мустанг» Джона на ремонт, к Уику заявляется босс Каморры, Сантино Д’Антонио, которому Уик в прошлом давал кровную клятву в обмен на помощь. Он требует оплатить долг: выполнить заказ на убийство. Джон отказывается, мотивируя это тем, что он «вышел на пенсию». В отместку Д’Антонио стреляет из гранатомёта в дом Джона, разрушая его до основания.
Уинстон, владелец гостиницы «Континенталь» в Нью-Йорке, напоминает Джону, что, если он откажется от выполнения кровной клятвы, то он нарушит одно из двух нерушимых правил преступного мира: никаких убийств на территории «Континенталя» и кровная клятва обязательна к исполнению. Джон возвращается к Д’Антонио, который поручает ему убить собственную сестру Джанну Д’Антонио, чтобы он мог занять её место в «Правлении кланов», совете высокопоставленных мафиози. Д’Антонио отправляет Арес, своего личного телохранителя, следить за Джоном.
В Риме Джон проникает на праздничную вечеринку Джанны и находит её. Понимая, что смерть неизбежна, Джанна решает покончить жизнь самоубийством, Джон лишь делает контрольный выстрел. Уходя, Джон попадает в засаду людей Д’Антонио. Джон расправляется с ними, но его преследует телохранитель Джанны, Кассиан. Их жестокая борьба прекращается, когда оба влетают через окно в гостиницу «Континенталь» в Риме. Оба идут в бар, Кассиан клянётся отомстить за смерть Джанны.
После возвращения Джона в Нью-Йорк Д’Антонио открывает контракт на 7 миллионов долларов за голову Джона, заставляя многочисленных наёмных убийц пытаться убить Уика, но только лишь чтобы самим найти смерть. По стечению обстоятельств Кассиан и Джон встречаются в метро, их противостояние возобновляется. Джон побеждает, но из-за профессионального уважения не убивает Кассиана. Пострадавший и отчаявшийся Джон ищет помощи у подпольного мафиози, «Голубиного Короля». Его подчинённые обрабатывают раны Джона, обеспечивают его оружием и приводят к Д’Антонио. Джон расправляется с его людьми, однако сам Д’Антонио успевает убежать в «Континенталь». Он смеётся над тем, что Джон не может его убить, однако Уик достаёт пистолет и, несмотря на уговоры Уинстона, убивает Сантино, тем самым нарушив первое правило — никаких убийств на территории «Континенталя».
Джон уходит из отеля, но на следующий день его привозят к Уинстону, который говорит Джону, что Каморра удвоила сумму контракта на его убийство. Джон теряет членство в «Континентале», но благодаря своему авторитету Уинстон обеспечивает ему отсрочку на час.
Джон просит Уинстона сообщить всем, что убьёт любого, кто придёт за ним. Убийцы по всему городу узнают о контракте, который станет действителен через час. Сталкиваясь взглядом с каждым убийцей на своём пути, Джон вместе со своей собакой бежит по городу.

## В ролях
| Актёр             | Роль               |
| ----------------- | ------------------ |
| Киану Ривз        | Джон Уик           |
| Риккардо Скамарчо | Сантино Д’Антонио  |
| Иэн Макшейн       | Уинстон Скотт      |
| Лоренс Фишберн    | «Голубиный Король» |
| Common            | Кассиан            |
| Руби Роуз         | Арес               |
| Джон Легуизамо    | Аурелио            |
| Бриджит Мойнахан  | Хелен Уик          |
| Лэнс Реддик       | Харон              |
| Франко Неро       | Джулиус            |
| Клаудия Джерини   | Джианна Д’Антонио  |
| Петер Стормаре    | Абрам Тарасов      |
| Тобиас Сегал      | Эрл                |

| Актёр                | Роль               |
| -------------------- | ------------------ |
| Томас Садоски        | Джимми             |
| Дэвид Патрик Келли   | Чарли              |
| Чуквуди Ивуджи       | мистер Акони       |
| Уасс М. Стивенс      | консильери         |
| Йума Дайкит          | Люсия консьерж     |
| Питер Серафинович    | сомелье            |
| Лука Моска           | Анджело портной    |
| Мидори Накамура      | швея               |
| Симоне Спинацце      | картограф          |
| Маргарет Дейли       | оператор           |
| Элли Мейер           | хозяин ломбарда    |
| Эрик Франдсен        | нумизмат           |
| Кассандра Носталджия | певица на концерте |

## Производство
После кассового успеха предыдущего фильма Стахелски и сорежиссёр первого фильма Дэвид Литч сказали, что разработка сиквела начнётся в феврале 2015 года. Позже в том же месяце Джон Фелтхаймер подтвердил планы по созданию дополнительных объектов Джона Уика для создания медиафраншизы и объявил о возвращении Кольстада в качестве сценариста. Съёмки начались в октябре 2015 года и продолжались до начала следующего года и проходили в Монреале, Нью-Джерси, Нью-Йорке и Риме.
Предполагалось, что постановкой фильма займутся Чад Стахелски и Дэвид Литч, однако в ходе подготовки к съёмкам Литч предпочёл заняться проектом «Взрывная блондинка».
«Джон Уик 2» является первым совместным проектом Киану Ривза и Лоренса Фишберна со времён фильма «Матрица: Революция» и третьим совместным проектом Ривза и Петера Стормаре после фильмов «Константин: Повелитель тьмы» и «Криминальная фишка от Генри». Режиссёр фильма Чад Стахелски был каскадёром трилогии «Матрица».

## Маркетинг
Премьера тизера состоялась 5 октября 2016 года. Трейлер появился в сети 19 декабря 2016 года.
Так же как и в случае с первой частью фильма, в компьютерной игре Payday 2 была проведена рекламная акция фильма в виде двух тематических ограблений и комплекта оружия. В качестве отсылки к этому, в сцене, когда наёмные убийцы получают заказ на Джона, за спиной одного из них можно увидеть плакат с масками Чейнса, Вулфа и Хьюстона — персонажей видеоигры.
Премьера фильма состоялась 30 января 2017 года в мультиплексе «Arclight Hollywood» в Лос-Анджелесе и 10 февраля в США компанией Lionsgate.

## Критика
Фильм получил в целом положительные отзывы от критиков, похваливших сцены боёв, режиссуру, монтаж, визуальный стиль и выступления актёров (особенно Ривза). Он заработал в прокате по всему миру более 171 миллиона долларов, став самым кассовым фильмом во франшизе, до появления его продолжения, «Джон Уик 3», выпущенного в мае 2019 года.
На Rotten Tomatoes фильм имеет рейтинг 90 % на основе 201 рецензии критиков со средней оценкой 7,3/10. На Metacritic фильм получил оценку 75 из 100 на основе 43 рецензий, что соответствует статусу «в основном положительные отзывы».